# Heinrich Wichelmann
Heinrich Wichelmann (* 1. Januar 1893 in Altona; † 20. Januar 1974 in Hamburg) war ein deutscher Journalist, Politiker der SPD und Mitglied der Hamburgischen Bürgerschaft.

## Leben
Heinrich Wichelmann ist Sohn eines Eisenbahnschlossers aus Altona. Er besuchte dort die Volksschule und kam dann in die Kaufmannslehre. Von 1914 bis 1918 Soldat im Ersten Weltkrieg; 1918 verwundet. Seit 1919 in der SPD aktiv tätig. Von 1919 bis 1933 arbeitete er als Redakteur beim Hamburger Echo. Heinrich Wichelmann war seit 1937 Buchsachverständiger und Helfer in Steuersachen.
Nach dem Ersten Weltkrieg wurde er in der Preußischen Stadt Wandsbek Stadtverordneter und Stellvertretender Vorsitzender der SPD. Nach der Machtübernahme der Nationalsozialisten wurde Wichelmann 1933 und 1944 (im Rahmen der Gewitteraktion) in Schutzhaft genommen und verlor zudem seinen Arbeitsplatz.
Nach dem Krieg gehörte Wichelmann als Mitglied dem provisorischen Landesvorstand der Hamburger SPD an und wurde im Februar 1946 in die Ernannte Hamburgische Bürgerschaft berufen. Der Bürgerschaft sollte er dann auch noch von 1946 bis 1961 angehören. Er übernahm den SPD-Vorsitz im mittlerweile zu Hamburg gehörigen Bezirk Wandsbek. In Wandsbek war er zudem Mitglied der Bezirksversammlung, 1966 deren Alterspräsident und zwischenzeitlich Vorsitzender der SPD-Fraktion. Er war langjähriger Aufsichtsratsvorsitzender der Wohnungsgenossenschaft Hamburg-Wandsbek von 1897.
Beruflich begann Wichelmann auch direkt nach dem Krieg wieder journalistisch tätig zu sein. Im Sommer 1945 gehörte er zusammen mit Erich Klabunde, Alfred Frankenfeld und anderen dem Kreis an, die den ersten Versuch unternahmen einen Berufsvereinigung Hamburger Journalisten zu gründen. Später übernahm er das Amt des Schatzmeisters der Berufsvereinigung Hamburger Journalisten. Hauptarbeitsbereich der journalistischen Tätigkeit waren die Kommunalpolitik und darin der Wohnungsbau und Finanzfragen. 1959 beendete er seine aktive journalistische Tagesarbeit.

## Anerkennung

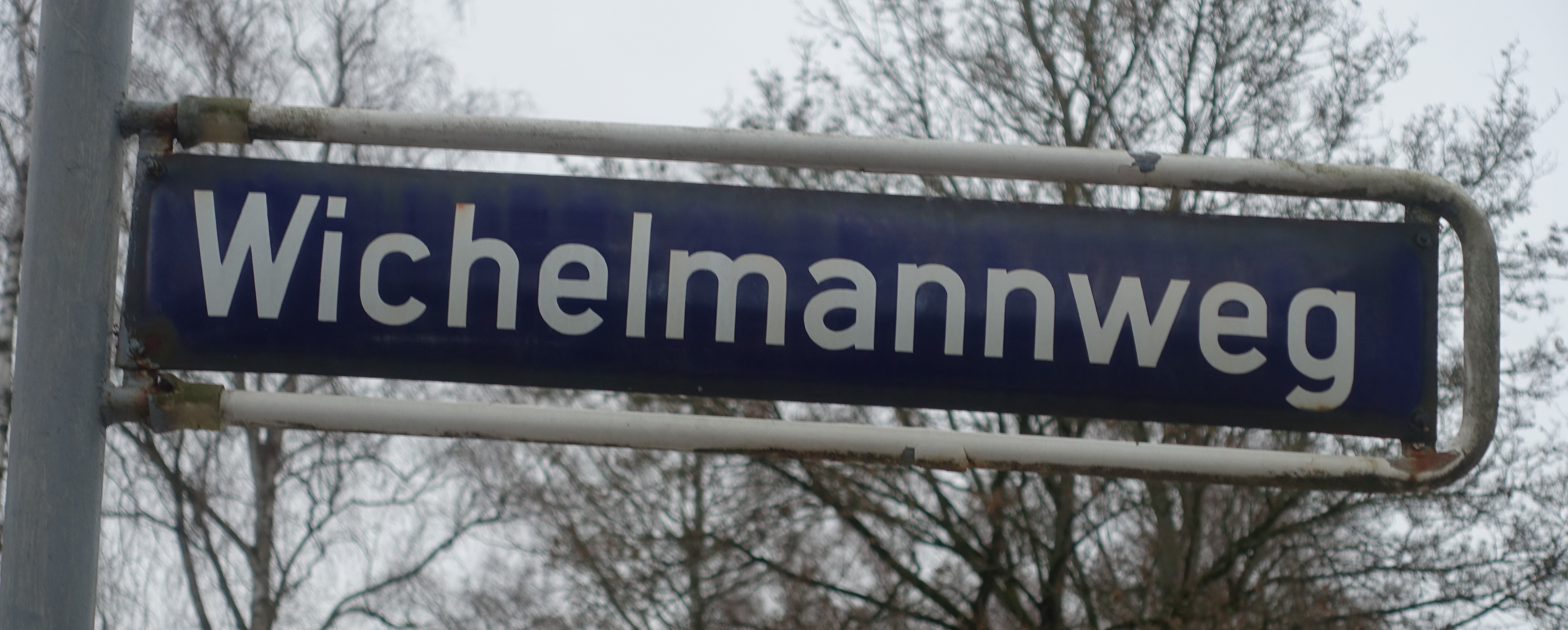
Wichelmannweg in Hamburg-Wandsbek

In Hamburg-Wandsbek wurde 1980 der Wichelmannweg nach ihm benannt.